# Mistrzostwa Wspólnoty Narodów w Zapasach 1989
III Mistrzostwa wspólnoty narodów  w zapasach w rozgrywane były w maltańskim mieście Paola, w dniu 31 marca 1989 roku.

## Tabela medalowa
Gospodarz zawodów został zaznaczony kolorem.
| Poz.    | Państwo       |    |    |   | Łącznie |
| 1       | Indie         | 7  | 2  | 1 | 10      |
| 2       | Nigeria       | 2  | 3  | 2 | 7       |
| 3       | Szkocja       | 1  | 1  | 1 | 3       |
| 4       | Kanada        | 0  | 3  | 3 | 6       |
| 5       | Nowa Zelandia | 0  | 1  | 1 | 2       |
| 6       | Malta         | 0  | 0  | 1 | 1       |
| Łącznie | Łącznie       | 10 | 10 | 9 | 29      |

## Rezultaty

### Mężczyźni

#### Styl wolny
| Konkurencja         | Złoto               | Srebro             | Brąz           |
| Kategoria do 48 kg  | Rajesh Kumar        | Amos Ojo           | Andy Fabing    |
| Kategoria do 52 kg  | Jagdeep Singh       | Garba Lame         | David Connolly |
| Kategoria do 57 kg  | Kuldeep Singh       | Brett Hunter       | ----           |
| Kategoria do 62 kg  | Dharan Singh Dahiya | Todd Gregory       | Paul Farrugia  |
| Kategoria do 68 kg  | Satyawan            | Mohammed Babangida | John Selby     |
| Kategoria do 74 kg  | Maresh Kumar        | Calum McNeil       | Monday Eguabor |
| Kategoria do 82 kg  | Victor Kodei        | Raj Kumar          | David Rutten   |
| Kategoria do 90 kg  | Martins Ubaha       | Michael Green      | Kehar Singh    |
| Kategoria do 100 kg | Subhash Verma       | Vincent Ashmeade   | Jackson Bidei  |
| Kategoria do 130 kg | Albert Patrick      | Sumer Singh        | Dean Kelly     |